# Egira hiemalis
Egira hiemalis là một loài bướm đêm thuộc họ Noctuidae. Nó được tìm thấy ở British Columbia phía nam đến California.
Sải cánh dài khoảng 36 mm. Con trưởng thành bay từ tháng 4 đến tháng 5.
Ấu trùng ăn các loài Kunzia tridentata, Abies grandis, Tsuga heterophylla và Pseudotsuga, bao gồm Pseudotsuga menziesii.